# Viking (Alberta)
Viking ist eine Stadt in Beaver County in der Region Central Alberta in der kanadischen Provinz Alberta. Viking hat 1.083 Einwohner (Stand 2017). Amtierender Bürgermeister ist Jason Ritchie.

## Lage
Viking liegt etwa 120 Kilometer östlich von Edmonton im südlichen Kanada. Die Stadt ist namensgebend für die Viking-Formation, ein ölschieferhaltiges Gestein.

## Geschichte
Viking wurde 1909 von skandinavischen Einwanderern gegründet und 1952 zur Stadt erhoben. Aus Viking stammt die bekannte Familie Sutter, aus der es neun Eishockey-Spieler in die National Hockey League geschafft haben. Am 7. Juli 2005 wurde das Eisstadion der Stadt durch einen Brand beschädigt. Der neue „Viking Carena Complex“ wurde am 17. August 2007 eingeweiht. 2009 feierte die Stadt ihr hundertjähriges Bestehen.

## Söhne und Töchter der Stadt
- Melvin B. Comisarow (* 1941), kanadischer Chemiker
- Donald Mazankowski (1935–2020), kanadischer Politiker
- Darryl Sutter (* 1958), kanadischer Eishockeyspieler
- Brian Sutter (* 1956), kanadischer Eishockeyspieler
- Duane Sutter (* 1960), kanadischer Eishockeyspieler
- Brent Sutter (* 1962), kanadischer Eishockeyspieler
- Rich Sutter (* 1963), kanadischer Eishockeyspieler
- Ron Sutter (* 1963), kanadischer Eishockeyspieler
- Cory Clouston (* 1969), kanadischer Eishockeyspieler
- Brett Sutter (* 1987), kanadischer Eishockeyspieler
- Brody Sutter (* 1991), Eishockeyspieler
- Carson Soucy (* 1994), Eishockeyspieler